# 赤崎貴子
赤崎 貴子（あかさき たかこ、1981年9月27日 - ）は、日本の女優。群馬県出身。2019年1月より株式会社エコーズ所属。

## 出演

### 舞台
- 『デビルマン～不動を待ちながら～』原作・永井豪/脚本・じんのひろあき/演出・高瀬久男(文学座)
- LIVEDOGプロデュース『透明人間レディー』脚本/石山英憲（Theatre劇団子）演出/宇治川まさなり（スタンダードソングエンタテイメント）
- 劇26. 25団B公演『108』『正しい晩餐』『可愛い怪物』作・演出/杉田鮎味
- 赤堤ビンケ第5回公演『ときめき☆~on the time~』作・演出/鈴木優之
- FOSSETTE×feblabo×エビス駅前バープロデュース『ロング・ミニッツ～The loop of 7 minutes～』脚本/広瀬格（DART's/smokers）演出/池田智哉
- 浮世企画第2回公演『お茶を一杯』作・演出/今城文恵
- JOHNNY TIME『ハッピータイム白』『ハッピータイム黒』『ハッピータイム灰』『とーく・おぶ・ざ・でっど異』『アフター・トーク地』『とーく・おぶ・ざ・でっど刻』『おぶ・ざ・でっどな夜』『ハッピータイム有・無』作・演出/ジョニー
- 『12縁起短篇集～日常に潜むナニカの物語～』脚本・國重直/演出・ジョニー/脚本・演出協力・広瀬格（DART'S/smokers）
- 『私が私でいられた最期の12日間』『私が私でいられた最期の12日間』『世界が終わる12時間前の過ごし方』脚本・國重直/演出・ジョニー
- 東京バンビ解散公演『タイトル未定』作・演出/アダチヒロキ
- B.LET'Scafé公演vol.3『ソーサーの上に桜の花片（はなびら）』第12回公演『群青科学館』作・演出/滝本祥生
- グリーンフェスタ2014参加作品夏色プリズム＃3『心の中、翼ひろげて』脚本・演出/原田直樹
- BASEプロデュース『お盆に家族でバーへ行く』（初演・再演）作・岡見文克/演出・黒川竹春
- 『お盆に家族で関東煮』（神戸公演）作・岡見文克/演出・黒川竹春
- はらぺこペンギン！3ヶ月連続BAR公演2015vol.3『Gokko!』企画・原案：園田裕樹/脚本・演出：白坂英晃（はらぺこペンギン！）
- BASEプロデュース【40→50】企画『聖夜に無職なサンタたち』脚本・演出:國重直/演出協力・黒川竹春
- DART'S＃004賢者の惡計『悪魔の証明』脚本・演出/広瀬格(DART'S/smokers)
- IL COLORI.第2回公演『さんさん』 脚本・平瀬美紀(IL COLORI.)/演出・須貝英(monophonic orchestra)
- イーピン企画ミステリー・ザ・サード2017『一二三発見伝』
- BASEプロデュース『まるでデジャヴな眠り姫』脚本・岡見文克/演出・山本佳希/演出監修・黒川竹春
- Peachboys『白い巨根』『君のナニは。』作・演出：白坂英晃（はらぺこペンギン！）

### 映画
- 『自殺サークル』（監督：園子温）
- 『14才のハラワタ』（監督：佐山もえみ）
- 『GREEN MY HOME』『男の人、女の人、そうじゃない人』（監督：佐島由昭）

### TV
- 日本テレビ　映像文部科学省国際物理年ドラマ『まだ見ぬ人よ』
- テレビ東京　水曜ミステリー9神楽坂生活安全課『花街欲望の殺意』
- QVC・関西テレビ　通販美人トレコレ！秋野暢子プロデュースRuamRuamハーバルフレッシュソープ商品アドバイザーとして出演
- #コールドゲーム 第6話（2021年7月10日、フジテレビ） - 避難民 役

### ラジオ
- 静岡放送『ニャン☆にゃんぱらだいす』メインパーソナリティー（2005年 - 2006年）
- 静岡放送（SBSラジオ）『Music Talk Shop』

### CM
- ネスカフェ レギュラーソリュブルコーヒー霧笛楼今平総料理長編
- Y!mobile かんたんスマホインフォマーシャル　オペレーター役
- 武田薬品工業 VP
- TOYOTA トヨタファイナンスVP
- 一休.comレストラン「贅沢ランチ」篇

### MC
- Beauty World JAPAN in 東京ビッグサイト（RuamRuamブース）第10～12回世田谷駅前楽市楽座
- 【ナレーション】
- 美顔器ミリオンスマイル